# Magyar Rádió

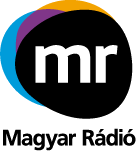
Logo van Magyar Rádió.

Magyar Rádió is de publieke radio-organisatie in Hongarije en bestaat als afzonderlijke organisatie sinds 1974 toen de Hongaarse tv werd afgesplitst.
Magyar Rádió zendt uit op drie landelijk te ontvangen zenders:
- Kossuth Rádió (MR1; nieuws, cultuur, literatuur, politiek)
- Petőfi Rádió (MR2; voor alternatieve pop)
- Bartók Rádió (MR3; klassieke muziek)

Magyar Rádió is onderdeel van de organisatie MTVA die de krachten van Magyar Televízió, Duna TV en het Hongaars persbureau MTI bundelt.

## Geschiedenis
De eerste radio-uitzendingen in Hongarije vonden plaats in 1893 via de telefoonnieuwsdienst. Deze dienst bestond tot 1925. Vanaf dat moment werd de MTR opgericht die radio-uitzendingen ging verzorgen. In 1933 werd een zendmast van 300 meter hoog opgericht voor de radiozender Budapest 1. 
In 1949 nam de radiozender Budapest 1 de naam Kossuth Rádió aan en werd Budapest 2 Petőfi Rádió.